# Marco Antonio Mandruzzato
Marco Antonio Mandruzzato   (Treviso, 16 de maig de 1923 - Milà, 31 d'octubre de 1969) fou un tirador d'esgrima italià, especialista en espasa, que va competir durant la dècada de 1940.
El 1948 va prendre part en els Jocs Olímpics d'Estiu de Londres, on va guanyar la medalla de plata en la prova d'espasa per equips del programa d'esgrima. En el seu palmarès també destaca una medalla d'or al Campionat del món d'esgrima de 1949.